# Gilmer (Texas)
Gilmer es una ciudad ubicada en el condado de Upshur en el estado estadounidense de Texas. En el Censo de 2010 tenía una población de 4905 habitantes y una densidad poblacional de 498,38 personas por km².

## Geografía
Gilmer se encuentra ubicada en las coordenadas 32°43′56″N 94°56′45″O / 32.73222, -94.94583. Según la Oficina del Censo de los Estados Unidos, Gilmer tiene una superficie total de 9,84 km², de la cual 9,82 km² corresponden a tierra firme y (0.26%) 0,03 km² es agua.

## Demografía
Según el censo de 2010, había 4.905 personas residiendo en Gilmer. La densidad de población era de 498,38 hab./km². De los 4.905 habitantes, Gilmer estaba compuesto por el 74.9% blancos, el 17.96% eran afroamericanos, el 0.65% eran amerindios, el 0.8% eran asiáticos, el 3.14% eran de otras razas y el 2.55% pertenecían a dos o más razas. Del total de la población el 6.95% eran hispanos o latinos de cualquier raza.